# Colt Paterson
El Colt Paterson es un revólver. Fue la primera de las armas de fuego de repetición dotada de tambor giratorio de múltiples recámaras, alineadas con un único cañón estático, que llegó a comercializarse.

## Historia
Las primeras publicaciones sobre armas de fuego de marca Colt, así como otras obras publicadas posteriormente, aseguran que Samuel Colt se inspiró en el sistema de dirección del brig Corvo para diseñar el Colt Paterson; tuvo ocasión de contemplar este mecanismo durante un viaje de Boston a Calcuta a bordo de dicho navío, en 1830. Sin embargo, algunos creen que se basó en el diseño de los revólveres de chispa de Elisha Collier almacenados en la Torre de Londres, monumento que visitó mientras el Corvo se encontraba anclado en el Támesis. En cualquier caso, durante su viaje a bordo del Corvo fabricó un modelo inicial del Colt Paterson en madera, y continuó desarrollando en profundidad el diseño a principios de la década de 1830.
La primera fábrica de Colt, llamada Patent Arms Company y situada en Paterson, Nueva Jersey, produjo 1450 fusiles y carabinas de tambor giratorio, 462 escopetas de tambor giratorio y 2350 pistolas de tambor giratorio (es decir, revólveres) del modelo Colt Paterson entre 1836 y 1842, año en el que la empresa cayó en bancarrota. Un acreedor y asociado de Samuel Colt, John Ehlers, continuó con la fabricación y venta del Colt Paterson y otros modelos posteriores de revólver hasta 1846.
Tras renovar la patente del diseño en 1849, y después de múltiples litigios con otros fabricantes que intentaban copiar el mecanismo de su arma, Colt obtuvo el monopolio nacional (en Estados Unidos) del desarrollo y fabricación de revólveres, que ostentó hasta mediados de la década de 1850.

## Diseño
Samuel Colt patentó el diseño del arma en Francia, Inglaterra y Estados Unidos, y su nombre proviene del lugar donde se fabricó originalmente, la ciudad de Paterson, ubicada en Nueva Jersey, Estados Unidos. En un principio, este revólver de percusión de 5 disparos fue fabricado en el calibre .28, y en 1837 salió al mercado un modelo que empleaba el calibre .36. El primer modelo producido del Colt Paterson, fiel al diseño original ideado por Samuel Colt durante su viaje a bordo del Corvo, carecía de palanca de carga; el usuario tenía que desmontar parcialmente el revólver para recargarlo. Sin embargo, a partir de 1839 se añadieron una palanca de carga y un orificio para insertar cápsulas de percusión, lo que permitía al usuario recargar sin tener que desensamblar parte del arma. Dichas modificaciones del diseño fueron incorporadas a posteriori en muchos de los Colt Paterson que habían sido fabricados entre 1836 y 1839. A diferencia de otros modelos posteriores de revólver, el Paterson disponía de un gatillo plegable, que se desplegaba al armar el martillo.

## Uso militar del arma
La República de Texas adquirió 180 unidades de esta arma para la Armada de Texas en 1839. El Colt Paterson también contribuyó en gran medida a la victoria de los Rangers de Texas contra los comanches en la batalla de Walker's Creek, acontecida en 1844, y desempeñó un papel clave en la victoria estadounidense en la batalla de Bandera Pass, en 1841. Asimismo, prestó servicio en la Intervención estadounidense en México y las Guerras Seminolas.

## Galería de imágenes

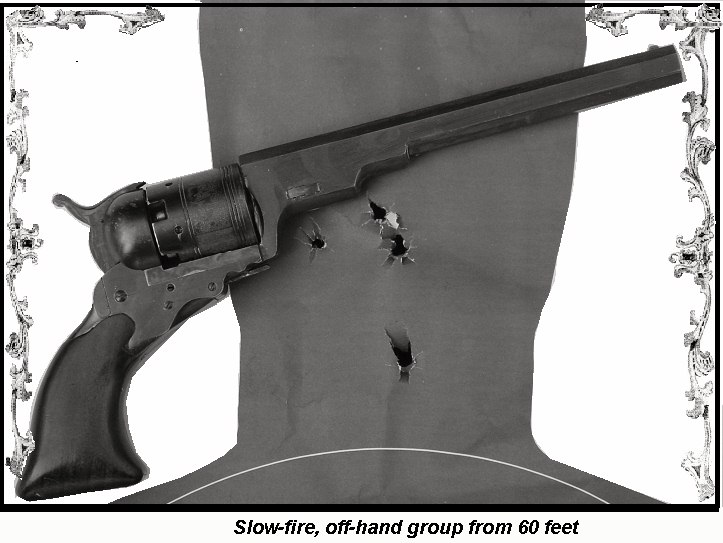
Impactos de bala tras efectuar varios disparos en lenta sucesión con una sola mano, a una distancia de 18 m.
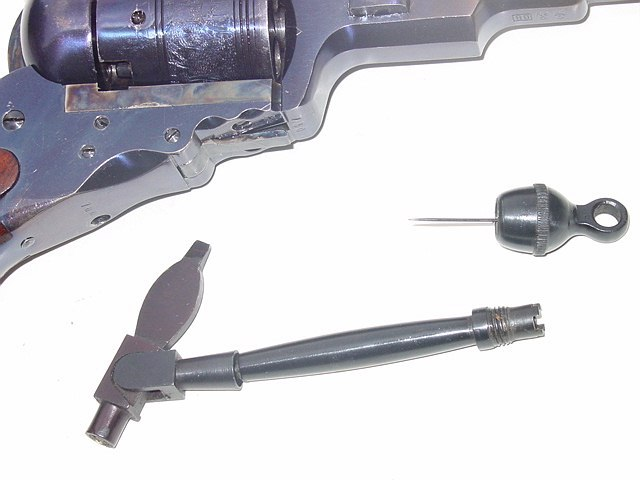
Réplica moderna de herramienta multiusos que incluye baqueta, palanca de carga, destornillador y conjunto de punzón y llave inglesa para las chimeneas de las cápsulas de percusión.
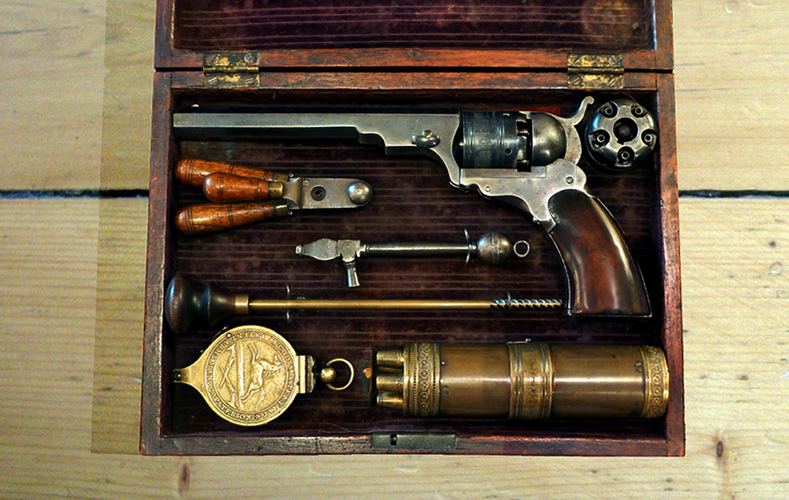
Segundo "Modelo para pistolera" del Colt Paterson.
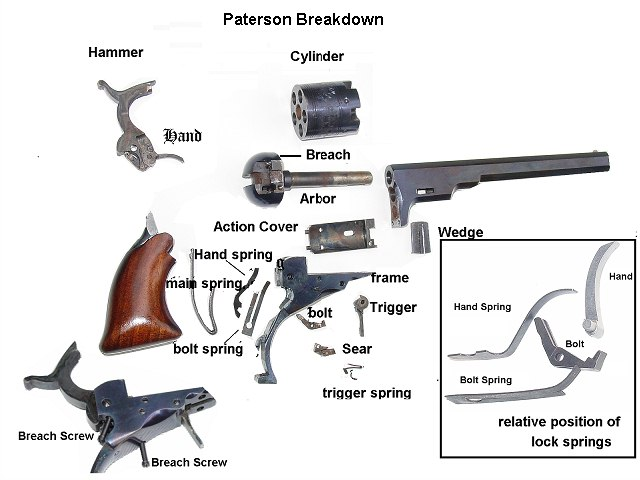
Diagrama detallado del revólver Colt Paterson, que muestra los mecanismos internos y el tambor en posición invertida.
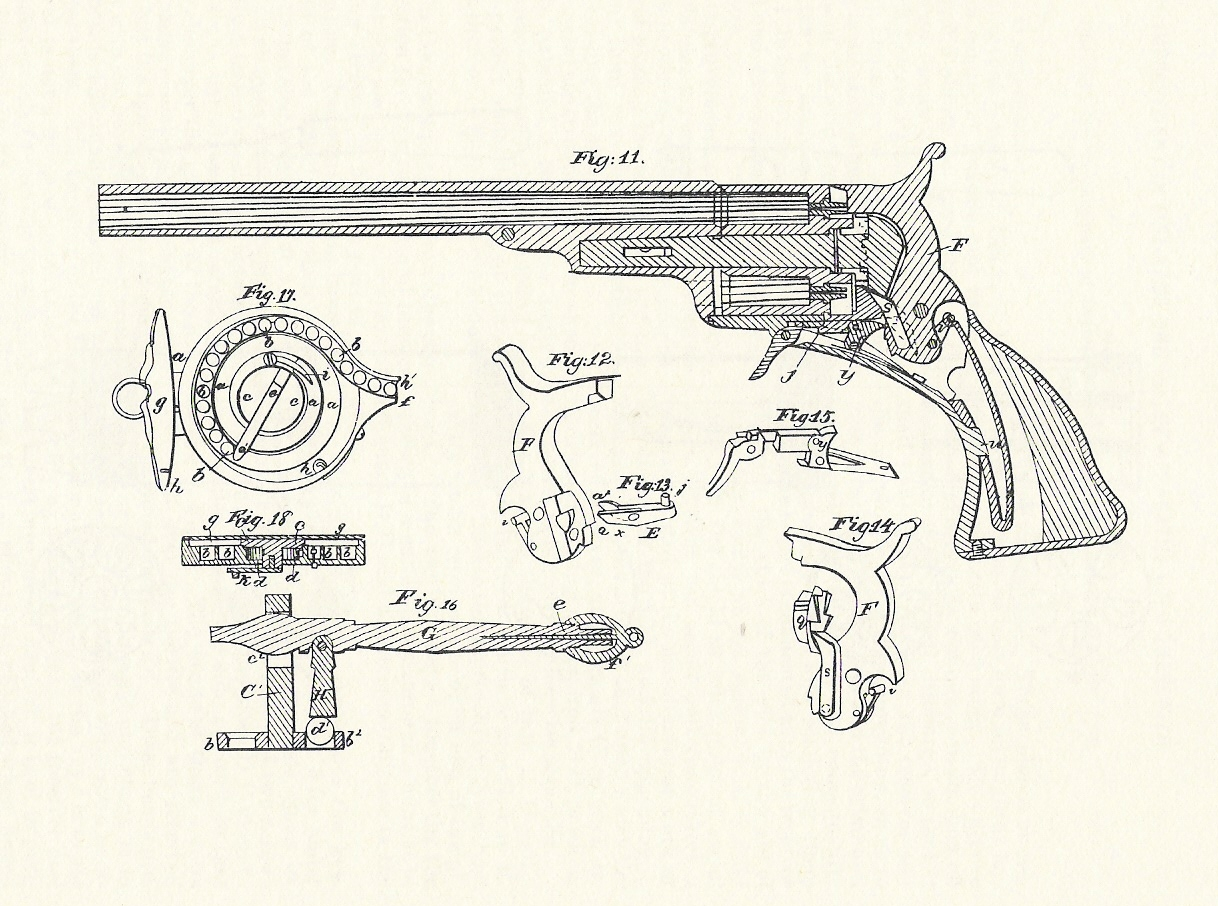
Ilustraciones de la patente del Colt Paterson "Holster Model" ("Modelo para pistolera").
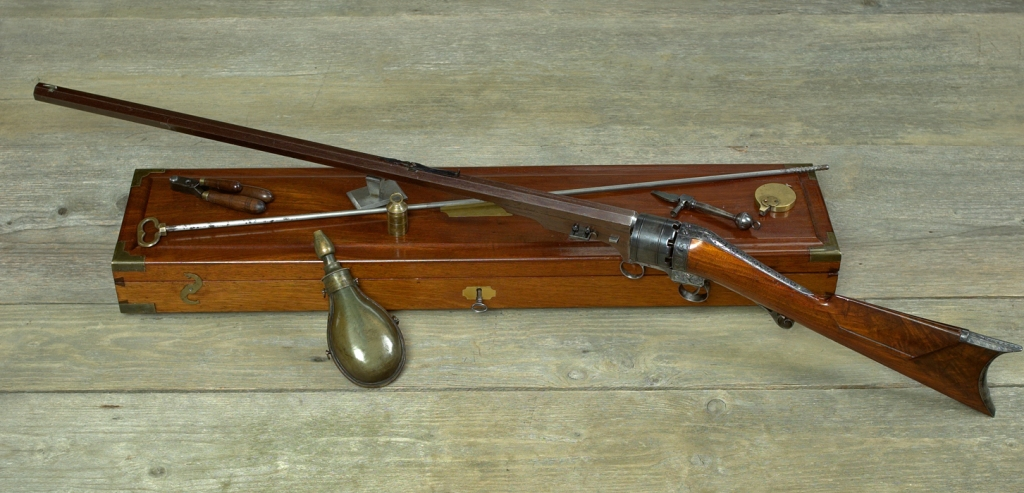
Carabina Colt Paterson de 1838.
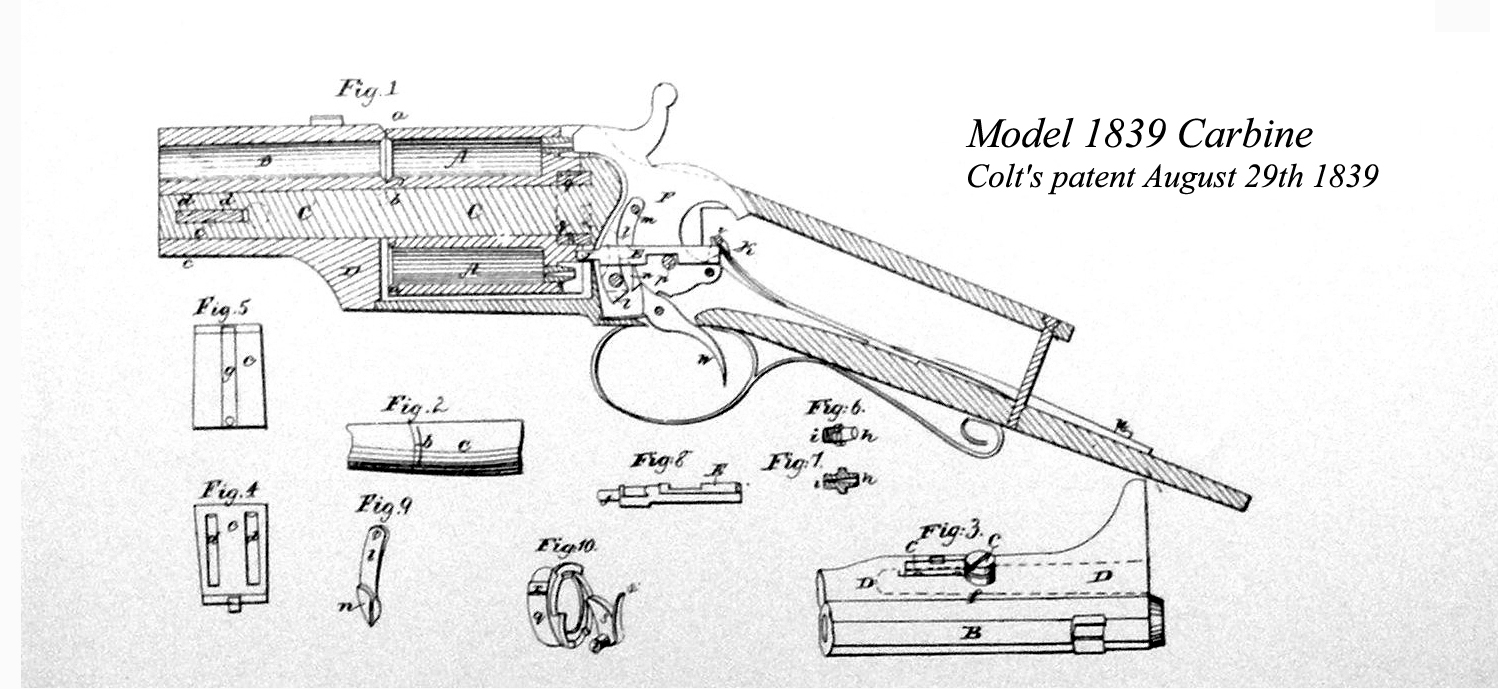
Dibujo de la solicitud de patente de la carabina Paterson Model 1839.